# العلاقات الكويتية التوفالية
العلاقات الكويتية التوفالية هي العلاقات الثنائية التي تجمع بين الكويت وتوفالو.

## مقارنة بين البلدين
هذه مقارنة عامة ومرجعية للدولتين:
| وجه المقارنة                                              | الكويت        | توفالو                         |
| --------------------------------------------------------- | ------------- | ------------------------------ |
| المساحة (كم2)                                             | 17.82 ألف     | 26                             |
| عدد السكان (نسمة)                                         | 4.14 مليون    | 11.19 ألف                      |
| الكثافة السكانية (ن./كم²)                                 | 232.32        | 43.04 ألف                      |
| العاصمة                                                   | مدينة الكويت  | فونافوتي                       |
| اللغة الرسمية                                             | اللغة العربية | اللغة التوفالوية، لغة إنجليزية |
| العملة                                                    | دينار كويتي   | دولار توفالو                   |
| الناتج المحلي الإجمالي (بليون دولار)                      | 120.13 مليار  | 39.73 مليون                    |
| الناتج المحلي الإجمالي (تعادل القوة الشرائية) بليون دولار | 290.53 مليار  | 38.93 مليون                    |
| الناتج المحلي الإجمالي الاسمي للفرد دولار أمريكي          | 29.30 ألف     | 3.29 ألف                       |
| الناتج المحلي الإجمالي للفرد دولار أمريكي                 | 73.25 ألف     | 3.77 ألف                       |
| مؤشر التنمية البشرية                                      | 0.816         |                                |
| رمز المكالمات الدولي                                      | +965          | +688                           |
| رمز الإنترنت                                              | .kw           | .tv                            |
| المنطقة الزمنية                                           | ت ع م+03:00   | ت ع م+12:00                    |

## منظمات دولية مشتركة
يشترك البلدان في عضوية مجموعة من المنظمات الدولية، منها:
| علم المنظمة | اسم المنظمة                   | تاريخ انضمام الكويت | تاريخ انضمام توفالو |
| ----------- | ----------------------------- | ------------------- | ------------------- |
|             | مؤسسة التنمية الدولية         | 13 سبتمبر 1962      | 24 يونيو 2010       |
|             | الأمم المتحدة                 | 14 مايو 1963        | 5 سبتمبر 2000       |
|             | البنك الدولي للإنشاء والتعمير | 13 سبتمبر 1962      | 24 يونيو 2010       |
|             | الاتحاد البريدي العالمي       | ?                   | ?                   |
|             | يونسكو                        | 18 نوفمبر 1960      | 21 أكتوبر 1991      |
|             | منظمة حظر الأسلحة الكيميائية  | ?                   | ?                   |
|             | الاتحاد الدولي للاتصالات      | 14 أغسطس 1959       | 15 أغسطس 1996       |

## وصلات خارجية
- موقع وزارة الخارجية الكويتية